# 村井俊治
村井 俊治（むらい しゅんじ、1939年9月19日 - ）は、日本の土木工学者、東京大学名誉教授。専門は測量、空間情報工学。東京都出身。2013年4月より日本測量協会会長。

## 経歴

### 学歴
- 1963年 東京大学工学部土木工学科卒業
- 1970年 『土木計画、設計を対象とした地形情報の抽出、自動処理およびその応用に関する研究』で工学博士

### 職歴
- 1971年 東京大学生産技術研究所助教授
- 1983年 教授
- 1992-1995年 / 1997-1999年  アジア工科大学院（AIT）教授
- 2000年 東京大学定年退職、名誉教授

### 学会活動等
- 1992-1996年 国際写真測量・リモートセンシング学会（ISPRS）会長
- 2006年「人とわざわい～持続的幸福へのメッセージ」（SBB社発行）編集委員長
- 2013 日本測量協会会長

### 受賞等
- 1997年  タイ国白象褒章勲二等受章
- 1998年  スイス連邦工科大学（ETH）名誉博士
- 2006年 特許 「地震・火山噴火予知」（特許番号三七六三一三〇号、環境地質研究所と共願）

### その他
- 1960年 ローマオリンピックへボート競技日本代表として出場。

## 著書
- 『新体系土木工学 土木測量』技報堂出版 1980
- 『グラフィックスの画き方』朝倉書店 1985
- 『ジオインフォマチックスの世界 トップマネージャーへのメッセージ』日本測量協会 1995
- 『GISワークブック 基礎編』日本測量協会 1996
- 『GISワークブック 技術編』日本測量協会 1997
- 『空間情報工学』日本測量協会 1999
- 『ジオインフォマチックスへの挑戦 測量業の生残り戦略』日本測量協会 1999
- 『測量管理技術』日本測量協会 2007
- 『東日本大震災の教訓 津波から助かった人の話』古今書院 2011
- 『地震予測は進化する！「ミニプレート」理論と地殻変動』集英社新書 2019

### 共編著
- 『測量学』中村英夫共著 技報堂出版 1977
- 『地図への冒険』織田武雄、中野尊正、篠邦彦共編 リブロポート 1980
- 『図説ハイテク考古学』木全敬蔵共編 河出書房新社 1991
- 『リモートセンシングからみた地球環境の保全と開発』宮脇昭、柴崎亮介共編 東京大学出版会 1995
- 『GISに関するQ&A』共著 日本測量協会 2001
- 『感性を考慮した地図表現』小野邦彦,田中尚行共著 日本測量協会 2001
- 『測量工学ハンドブック』総編集 朝倉書店 2005
- 『GISワークブック 改訂版』布施孝志共著 日本測量協会 2007
- 『人とわざわい 持続的幸福へのメッセージ』渡辺興亞,安岡善文,岡島成行,二瓶直子共編 エス・ビー・ビー 2006－07
- 『デジタル写真測量の基礎 デジカメで三次元測定をするには』津留宏介共著 日本測量協会 2011

### 監修
- 『サーベイ・ハイテク100選 高精度化・高速化・自動化めざす先端技術』企画・監修 日本測量協会 1996
- 『デジタル写真測量の理論と実践』近津博文共監修 日本写真測量学会動体計測研究会編 日本測量協会 2004
- 『空間情報分野の技術提案事例集』監修 スペーシャリストの会編 日本測量協会 2006
- 『実務者向け地理空間情報の流通と利用』監修 スペーシャリストの会企画編集 日本測量協会 2008
- 『測量系技術者のための技術士合格への道 技術士第二次試験へ向けて』監修 スペーシャリストの会編 日本測量協会 2009
- 『地理空間情報コンサルタントへの道 地理空間情報時代のイノベーターをめざして』監修 スペーシャリストの会編 日本測量協会 2010
- 『地理空間情報の技術商品から知る問題発見・解決のコツ』監修 スペーシャリストの会 企画・編集 日本測量協会 2012

### 翻訳
- ジョージ・B.コルト『実務者のための地理情報システム』那須充共監訳 インターナショナル・トムソン・パブリッシング・ジャパン 1994
- Toni Schenk『デジタル写真測量』近津博文共監訳 日本写真測量学会デジタル写真測量研究委員会編 日本測量協会 2002

## 参考
- 村井俊治『東日本大震災の教訓―津波から助かった人の話』古今書院、2011年。ISBN 9784772271103。